# On the Way
La terza traccia dell'album McCartney II di Paul McCartney è intitolata On the Way. Il pezzo ha uno stile molto blues, tipico per l'ex-beatle.

## Il brano
La registrazione di On the Way iniziò nel giugno 1979, con l'incisione del basso elettrico e della batteria, ma McCartney poi abbandonò il pezzo per un mese. Ritornò a lavorarci sopra dopo aver visto tutte le quattro puntate della serie televisiva britannica The Devil's Music, incentrata sulla blues music, condotta dal musicista Alexis Korner. Prima di aver visto la trasmissione, il pezzo non aveva nessuna direzione musicale, dato che si trattava di sola base ritmica. Paul quindi registrò la chitarra e la voce, ma non corresse gli errori commessi sul basso, in quanto McCartney II doveva essere un LP "spontaneo". Nei piani originari del polistrumentista, On the Way doveva essere la seconda traccia del lato B dell'album, che all'inizio era stato concepito come doppio; dopo che la EMI aveva scartato questa proposta, McCartney tagliò varie canzoni e pubblicò un singolo LP.

## Formazione
- Paul McCartney: voce, chitarra, basso elettrico, batteria[1]